# گموندن (راین-هونسروک)
گموندن (به آلمانی: Gemünden) یک شهر در آلمان است که در راین-هونسروک واقع شده‌است. گموندن ۱٬۲۸۴ نفر جمعیت دارد.